# Quarter Video Graphics Array

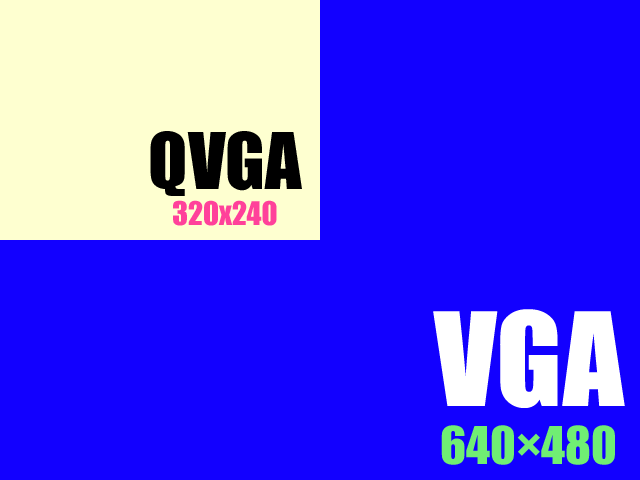
Obrázek ukazující rozdíl mezi QVGA a VGA. Klikněte pro skutečnou velikost.

Quarter Video Graphics Array (také známé jako Quarter VGA nebo QVGA) je termín používaný pro počítačovou obrazovku s rozlišením 320 × 240. QVGA obrazovky jsou nejčastěji obsažené v mobilních telefonech, PDA a v kapesních herních konzolích. Nejčastěji jsou v provedeních na výšku a jejich rozlišení je pak často označováno jako 240 × 320, protože takovéto displeje mají větší výšku než šířku.
Jméno je odvozeno od faktu, že displej QVGA nabízí čtvrtinový počet obrazových bodu oproti originálním grafickým kartám IBM VGA (které se na konci 80. let staly de facto standardem) s maximálním rozlišení 640 × 480. Implementace QVGA nejsou nijak kompatibilní se standardními chipsety a rozhraními VGA, termín je odvozen čistě z podobnosti rozlišení.